# Phoenix Mercury 2015
La stagione 2015 delle Phoenix Mercury fu la 19ª nella WNBA per la franchigia.
Le Phoenix Mercury arrivarono seconde nella Western Conference con un record di 20-14. Nei play-off vinsero la semifinale di conference con le Tulsa Shock (2-0), perdendo poi la finale di conference con le Minnesota Lynx (2-0).

## Roster
| N° | Naz.                   | Ruolo | Sportivo         | Anno | Alt. | Peso |
| -- | ---------------------- | ----- | ---------------- | ---- | ---- | ---- |
| 4  | Stati Uniti (bandiera) | AC    | Candice Dupree   | 1984 | 188  | 73   |
| 5  | Australia (bandiera)   | G     | Leilani Mitchell | 1985 | 165  | 63   |
| 8  | Stati Uniti (bandiera) | A     | Mistie Bass      | 1983 | 191  | 86   |
| 9  | Australia (bandiera)   | G     | Tess Madgen      | 1990 | 183  | 77   |
| 10 | Spagna (bandiera)      | G     | Marta Xargay     | 1990 | 180  | 72   |
| 12 | Stati Uniti (bandiera) | GA    | Alex Harden      | 1993 | 183  | 78   |
| 20 | Stati Uniti (bandiera) | A     | Shameka Christon | 1982 | 191  | 87   |
| 22 | Australia (bandiera)   | C     | Cayla Francis    | 1989 | 193  | 87   |
| 23 | Stati Uniti (bandiera) | G     | Tiffany Bias     | 1992 | 168  | 61   |
| 24 | Stati Uniti (bandiera) | G     | DeWanna Bonner   | 1987 | 193  | 62   |
| 25 | Stati Uniti (bandiera) | A     | Monique Currie   | 1983 | 183  | 78   |
| 42 | Stati Uniti (bandiera) | C     | Brittney Griner  | 1990 | 203  | 94   |
| 45 | Stati Uniti (bandiera) | G     | Noelle Quinn     | 1985 | 183  | 81   |

## Staff tecnico
- Allenatore: Sandy Brondello
- Vice-allenatori: Julie Hairgrove, Todd Troxel
- Preparatore atletico: Tamara Poole